# Eberhard Lenk
Eberhard Lenk (* 1951 in Zwickau) ist ein deutscher Maler und Grafiker.

## Leben und Werk
Er wuchs im Vogtland auf. Nach dem Abitur absolvierte er von 1967 bis 1969 eine Lehre als Gebrauchswerber. Von 1969/1970 arbeitete er als Werbemittel-Hersteller und Plakatmaler. Nach dem Wehrdienst in der NVA studierte er von 1972 bis 1977 bei Volker Stelzmann und Heinz Wagner an der Hochschule für Grafik und Buchkunst Leipzig.
Nachdem er seit 1977 vorwiegend als Gebrauchsgrafiker für Film und Fernsehen tätig gewesen war, arbeitete er ab 1982 am Bauernkriegspanorama Werner Tübkes in Bad Frankenhausen mit. Diese anspruchsvolle künstlerische aber auch körperliche Arbeit übte er als einziger Mitmaler bis zur Vollendung 1987 aus.
Im Anschluss übernahm er einen Auftrag für Wand- und Deckenmalerei im Postmuseum der DDR, dem heutigen Museum für Kommunikation, und für das Neue Museum Berlin. 1992 bis 1993 folgten Bühnenmalereien zum „Freischütz“ an der Bonner Oper.
Die folgenden Jahre bis 2003 waren überwiegend ausgefüllt durch einen eigenen Galeriebetrieb an den Hackeschen Höfen sowie Restaurierungsarbeiten in Berlin.
Heute lebt und arbeitet er als freier Maler in Hohen Neuendorf. Seine Bilder, Zeichnungen und Lithographien fertigt er hauptsächlich für private Sammler und Kunstliebhaber, aber auch für Unternehmen und öffentliche Institutionen an.
Lenks farbenprächtige surrealistische Bilder sind mit der Technik und Präzision altmeisterlicher Werke gemalt.
Lenk war bis 1990 Mitglied des Verbands Bildender Künstler der DDR. 1988 wurde er mit dem Kunstpreis der DDR geehrt.

## Ausstellungen (unvollständig)

### In der DDR

#### Einzelausstellungen
- 1976: Leipzig, Galerie Word und Werk
- 1988: Sangerhausen, Kulturverein Sangerhausen

#### Teilnahme an zentralen und wichtigen regionalen Ausstellungen
- 1977 und 1978: Leipzig („Junge Künstler“)
- 1979 und 1985: Leipzig, Bezirkskunstausstellungen
- 1981: Karl-Marx-Stadt, Ausstellungshalle 2 am Schlossteich („Junge Künstler der DDR“)
- 1982/1983: Dresden, IX. Kunstausstellung der DDR

### Seit der deutschen Wiedervereinigung
- 1993: Bonn Bad Godesberg, Muffendorfer Keramikgalerie
- 1994: Panoramamuseum Bad Frankenhausen
- 1993–2002: Galerie am Hackeschen Markt (eigene Galerie)
- 2006: Kunstverein Wernigerode
- 2007: Mittelbrandenburgische Sparkasse
- 2009: Galerie Fine Art Leipzig
- 2012: 25 Jahre Monumentalbild, Panoramamuseum
- 2016: Ausstellung zum 65. Geburtstag, Göltzschtalgalerie Nicolaikirche, Auerbach
- 2018: ART-CONSULT, Berlin
- 2019: Menschenbilder – Porträts, Ziegelhof Zehdenick

## Werkestandorte  (unvollständig)

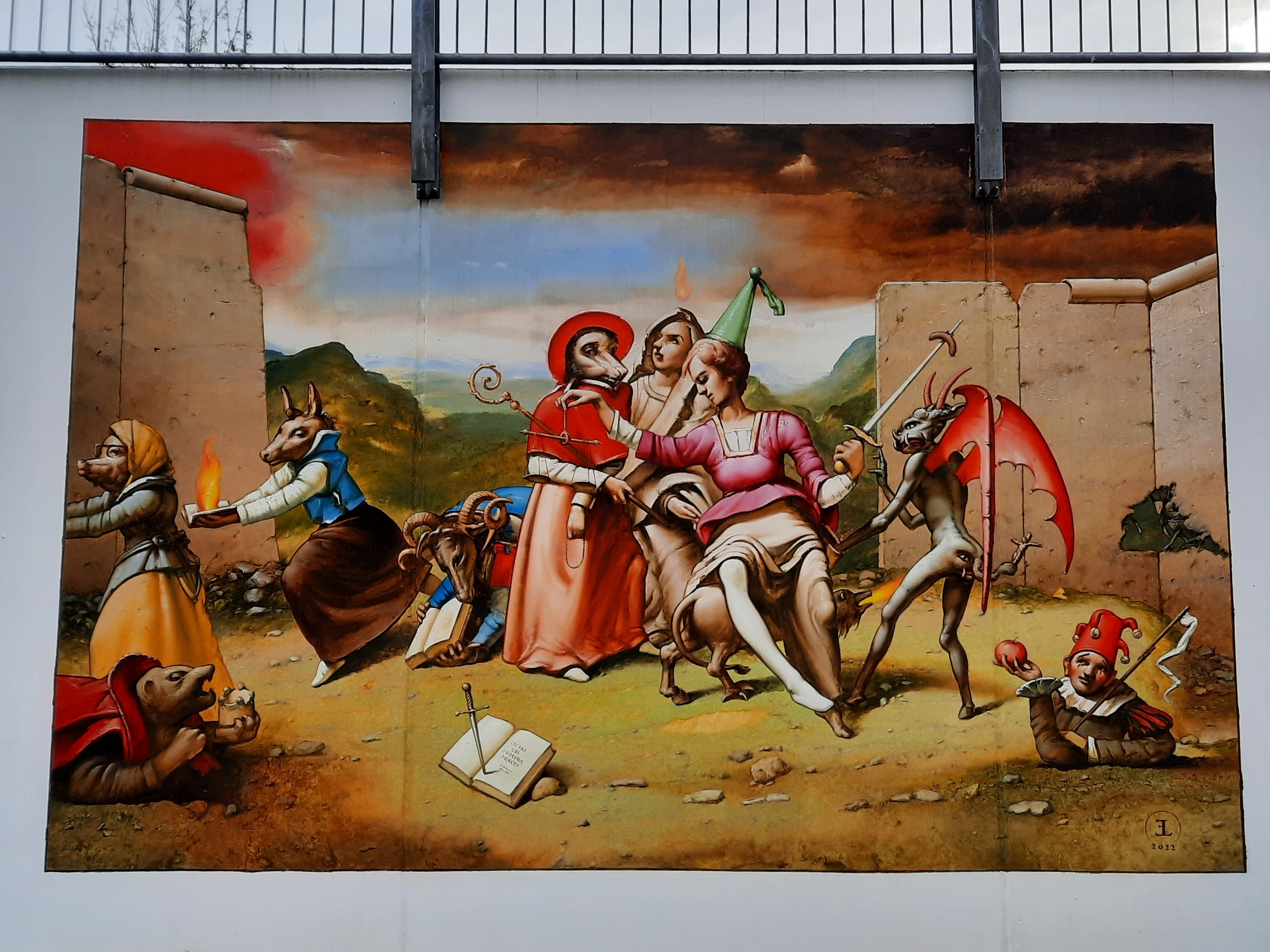
Eberhard Lenk: Offene Gesellschaft, Skulpturenboulevard Birkenwerder

- Bad Frankenhausen  (Panoramamuseum)
- Museum für Post und Telekommunikation
- Tulsca, Oklahoma, USA
- LinnHighTherm GmbH, Eschenfelden, Oberpfalz
- Oper Bonn
- Kunstverein Wernigerode
- Skulpturenboulevard Birkenwerder